# Broadway Theatre (53e Rue)
Pour le terme désignant collectivement les environ quarante grands théâtres situés dans le quartier des théâtres à Manhattan (New York), voir Théâtre de Broadway. Pour les autres acceptions de « Broadway », voir Broadway (homonymie).
Le Broadway Theatre anciennement nommé B.S. Moss's Colony Theatre ou simplement Colony Theatre est un ancien cinéma qui accueille régulièrement des comédies musicales.

## Historique
La salle de cinéma a été conçue par l'architecte Eugene De Rosa pour Benjamin S. Moss et a ouvert le 25 décembre 1924 sous le nom B.S. Moss's Colony Theatre. L'architecture intérieure comme extérieure a été conçue sur le style de la Renaissance italienne.
Le 7 février 1926, Universal Pictures loue la salle et la rebaptise Universal's Colony Theatre. L'une des principales premières de la salle est Steamboat Willie, premier Mickey Mouse en 1928,,, film souvent considéré comme le premier dessin animé sonorisé mais c'est  Dinner Time sorti un mois auparavant le 14 octobre.
Le 8 décembre 1930, Universal arrête la location et Moss reprend le contrôle du cinéma le renommant B.S. Moss's Broadway Theatre.
Le 27 septembre 1932, après le rachat de la salle par Earl Carroll, elle est rebaptisée Earl Carroll's Broadway Theatre. Le 26 décembre 1932, le cinéma est renommé en Broadway Theatre et converti l'année suivante en scène de spectacle de vaudeville. Le 12 octobre 1935, la salle redevient le B.S. Moss's Broadway Theatre et diffuse à nouveau des films. En 1937, la salle est temporairement rebaptisée Cine Roma afin de diffuser des productions italiennes.
En 1939, la salle est achetée par les Shubert et redevient le Broadway Theatre. Le 13 novembre 1940 la première du spectacle musical Fantasia distribué par Walt Disney Productions est présenté au Broadway Theatre,,.
La salle a depuis été rénovée à deux reprises, en 1956 et en 1986.
En 1991, un gratte-ciel a été construit au-dessus du théâtre et la façade originelle a été recouverte de granit poli.

## Principales premières
- 1928 : Steamboat Willie, le 18 novembre, troisième Mickey Mouse
- 1930 : The New Yorkers
- 1932 : Troilus and Cressida
- 1940 : Fantasia de Walt Disney, le 13 novembre[11]
- 1941 : Too Many Girls
- 1942 : Ma sœur est capricieuse
- 1943 : Lady in the Dark, Carmen Jones
- 1946 : Beggar's Holiday
- 1948 : The Cradle Will Rock, High Button Shoes
- 1951 : Where's Charley?, Oklahoma !
- 1952 : Embrasse-moi, chérie
- 1953 : South Pacific
- 1956 : Mr. Wonderful
- 1957 : The Most Happy Fella; Shinbone Alley
- 1958 : The Body Beautiful
- 1959 : West Side Story, Gypsy (Gypsy : A Musical Fable)
- 1960 : The Music Man
- 1961 : Fiorello!, Kean
- 1962 : My Fair Lady, I Can Get It for You Wholesale (en)
- 1965 : Baker Street
- 1966 : Funny Girl
- 1968 : Cabaret
- 1969 : Mame
- 1970 : Fiddler on the Roof
- 1972 : Dude
- 1974 : Candide
- 1976 : Blanches Colombes et Vilains Messieurs (Guys and Dolls)
- 1977 : The Wiz
- 1978 : Evita
- 1983 : Zorba
- 1984 : The Three Musketeers
- 1985 : The King and I
- 1987 : Les Misérables
- 1991 : Miss Saigon
- 2003 : The Boy from Oz
- 2004 : Bombay Dreams
- 2005 : The Color Purple
- 2008 : Shrek the Musical[12]
- 2010 : Promises, Promises